# Aavo Pikkuus
Aavo Pikkuus (Tartu, 22 de desembre de 1954) fou un ciclista soviètic, d'origen estonià, que va competir durant la dècada de 1970.
En el seu palmarès destaquen una medalla d'or als Jocs Olímpics de Mont-real i tres més als Campionats del Món en pista, una d'elles d'or.

## Palmarès en ruta
- 1974
  - Vencedor de 2 etapes a la Gran Premi Guillem Tell
- 1975
  -  Campió de la Unió Soviètica en ruta (Volta a la Unió Soviètica)
  - Vencedor d'una etapa al Tour de l'Hainaut Occidental
  - Vencedor de 3 etapes al Tour d'Algèria
- 1976
  -  Medalla d'or als Jocs Olímpics de Moscou en la prova de persecució per equips (amb Valeri Txapliguin, Vladimir Kaminski i Anatoli Txukànov)
  -  Campió de la Unió Soviètica en critèrium
  -  Campió de la Unió Soviètica en contrarellotge per equips (amb Vladimir Kaminski, Guennadi Kómnatov, Valeri Txapliguin)
  - Vencedor d'una etapa a la Volta al Marroc
- 1977
  -  Campió del món en contrarellotge per equips (amb Valeri Txapliguin, Vladimir Kaminski i Anatoli Txukànov)
  -  Campió de la Unió Soviètica en ruta
  - 1r al Circuit de La Sarthe i vencedor d'una etapa
  - 1r a la Cursa de la Pau i vencedor de 2 etapes
  - 1r al Tour de Sotchi
  - Vencedor de 3 etapes a la Volta a Iugoslàvia
  - Vencedor d'una etapa a la Volta a Cuba
- 1978
  - 1r al Giro de les Regions i vencedor d'una etapa
  - 1r a la Volta a Iugoslàvia i vencedor de 2 etapes
  - Vencedor d'una etapa a la Volta a Cuba
  - Vencedor d'una etapa a la Cursa de la Pau
- 1980
  - Vencedor d'una etapa a l'Olympia's Tour
- 1981
  -  Campió de la Unió Soviètica en critèrium